# Andrea Pecchia
Andrea Pecchia (Segrate, 16 novembre 1997) è un cestista italiano.
Ha ricevuto il Premio Reverberi (Oscar del Basket) come miglior Under-23 nella stagione 2017-18 di serie A2 e il premio come miglior Under-22 nella stagione 2018-19 di serie A2.

## Carriera

### Giovanili e Nazionale
Pecchia inizia a muovere i primi passi come giocatore nella Polisportiva Meta 2000 di San Donato Milanese, sotto la guida del coach Roberto Ciardi.
Nel 2011 approda nelle giovanili dell'Olimpia Milano, conquistando uno scudetto nel 2013 (U17), e collezionando presenze alle finali nazionali di Desio, Udine, Torino e Cantu'. Durante tutto il periodo delle giovanili entra a far parte del giro della nazionale giovanile, ricevendo convocazioni in quelle under 16, 17, 18 e 20.
In campo si distingue per le sue qualità da leader, per la sua energia e intelligenza cestistica. Valido in fase difensiva e duttile in attacco, può ricoprire diversi ruoli.
Nel 2013-14 è impegnato contemporaneamente su tre fronti: under-17, under-19 e DNC con la Boffalorese basket. Alle finali nazionali è inserito nel miglior quintetto della manifestazione.
L'estate 2014 inizia con la presenza al Basketball Without Borders di Roma e la nomina di capitano per la spedizione di coach Andrea Capobianco ai mondiali under 17 negli Emirati Arabi a Dubai.
Nella stagione 2014-15 viene convocato diverse volte in prima squadra da coach Luca Banchi.
Sempre nelle giovanili dell'Olimpia Milano prende parte all'Adidas Next Generation Torurnament di Roma dove totalizza 16,8 punti, 4,5 rimbalzi, 3,5 palle recuperate e 7,8 falli subiti a partita. Alle finali nazionali di Torino la squadra si derma ai quarti contro U.C.C. Casalpusterlengo; Pecchia totalizza 13 punti, 8,3 rimbalzi e 2,5 palloni recuperati a partita.
In nazionale disputa gli europei under 16 a Kiev con coach Antonio Bocchino e i mondiali under 17 a Dubai dove risulta il migliore per palle recuperate, plus/minus ed efficienza.

### Squadre di club e Nazionale
Nel dicembre 2015 esordisce al Mediolanum Forum nella gara vinta dall'Olimpia Milano contro l'Orlandina basket.

#### Serie A2
Nel 2016-17 viene ingaggiato dalla Blubasket Treviglio in A2, giocando con una media di 13 minuti con 4 punti e 2 rimbalzi di media nella stagione regolare.
Nel 2017-18 sempre nella Blubasket Treviglio guadagna il posto in quintetto base, chiudendo la stagione regolare con una media di 29 minuti, 10 punti, 7 rimbalzi e 2 assist.
A febbraio 2018 vince il premio come miglior under del mese di gennaio.
A maggio 2018 partecipa al FIBA World Tour 3×3 2018 sotto la supervisione di coach Andrea Capobianco mentre a luglio dello stesso anno viene convocato nella Nazionale sperimentale allenata da Romeo Sacchetti in vista di un torneo amichevole, svoltosi dal 3 al 7 agosto.
A dicembre 2018 nella partita contro Latina Basket realizza il record stagionale in serie A2 Ovest con una valutazione di 56 raggiunta con 25 punti, 13 rimbalzi, 9 assist e 9 falli subiti.
Gli viene assegnato il Premio Reverberi come miglior Under 23 della serie A2 nella stagione 2017/18.
Nel 2018-19 rinnova per un ulteriore anno con la Blubasket Treviglio e viene investito della fascia di capitano
A gennaio 2019 vince il premio come MVP di dicembre nel girone Ovest di serie A2 2018/19. mentre il mese successivo viene inserito tra i giocatori a disposizione di coach Romeo Sacchetti per le qualificazioni della Nazionale ai mondiali in Cina.
Ad aprile 2019 vince il premio come miglior Under 22 nella stagione 2018/19 di serie A2 per poi terminare nel mese successivo l'esperienza con la Blubasket Treviglio.

#### Legabasket A
A luglio 2019 entra a far parte della Pallacanestro Cantu', tornando in Legabasket A.
A settembre 2019, nella fase di preparazione al campionato di Legabasket A, partecipa alla XI edizione del Trofeo Lombardia in cui viene eletto come MVP della manifestazione. Nella 1ª giornata del girone di andata esordisce in campionato contro la pallacanestro Brindisi. Contribuisce alla vittoria con 10 punti, 3 rimbalzi e 2 assist.
A dicembre 2019 contribuisce alla vittoria di Cantù, chiudendo la partita con 14 punti, 8 rimbalzi, 2 assist e 20 di valutazione. Questa prestazione gli vale la nomina come miglior italiano della 12ª giornata.
A febbraio 2020 ottiene la sua prima convocazione in Nazionale da coach Romeo Sacchetti per affrontare le prime due gare di qualificazione per EuroBasket . Purtroppo non riuscirà a partecipare alle gare di qualificazione per un infortunio avvenuto in allenamento.
A giugno 2020 rinnova per un altro anno la sua permanenza nella Pallacanestro Cantù.
Viene convocato in Nazionale, da Romeo Sacchetti, a novembre 2020, per affrontare altre due gare di qualificazione per EuroBasket., mentre, a giugno 2021 per il training camp in val Rendena in preparazione del torneo pre olimpico di Belgrado.
A luglio 2021 entra a far parte della Vanoli Cremona dove ritrova Paolo Galbiati suo allenatore nelle giovanili dell'Olimpia Milano.
Ad ottobre 2021 nella partita contro la Pallacanestro Reggiana, Andrea realizza la sua miglior prestazione in Legabasket A, con 23 punti e 26 di valutazione.
Sempre ad ottobre 2021 viene inserito nella long list da Romeo Sacchetti per il percorso della Nazionale verso la FIBA World Cup 2023.. 
A gennaio 2022 nella partita contro la Polisportiva Dinamo Sassari, Andrea ritocca tutti i suoi career high con 28 punti, 9 rimbalzi, 8 falli subiti, 5 assist, 3 palle recuperate per una valutazione di 48, la migliore in assoluto delle ultime 4 stagioni in Legabasket A e il nuovo record della storia di Cremona in Serie A. Nella stessa giornata viene dichiarato MVP e miglior italiano della 15ª giornata.
A febbraio 2022 viene inserito nella long list da Romeo Sacchetti per il percorso della Nazionale verso la FIBA World Cup 2023.
A giugno 2024 entra a far parte dell'Aquila Basket Trento.
A febbraio 2025 vince la Coppa Italia con Aquila Basket Trento.
A giugno 2025 entra a far parte della Derthona basket. 

## Palmarès

### Individuale
- Premio Reverberi come miglior under 23 della serie A2 nella stagione 2017/18
- MVP del mese di dicembre nel girone Ovest di serie A2 nella stagione 2018/19
- MVP Under 22 nella stagione 2018/19 di serie A2
- MVP XI edizione Trofeo Lombardia 2019
- MVP 15ª giornata di Legabasket A nella stagione 2021/22

### Club
- Coppa Italia: 1

Aquila Trento: 2025
- Supercoppa LNP: 1

Vanoli Cremona: 2022
- Coppa Italia di Legadue: 1

Vanoli Cremona: 2023
- Scudetto Under-17: 1

Olimpia Milano: